# Заголодно (Ленинградская область)
Заголо́дно — деревня в Ефимовском городском поселении Бокситогорского района Ленинградской области.

## История
На семитопографической карте Новгородской губернии 1847 года упоминается как сельцо Захолдно.
Согласно X-ой ревизии 1857 года:

ЗАГОЛОДНО — деревня, принадлежит Шаховской: хозяйств — 23, жителей: 71 м. п., 74 ж. п., всего 145 чел.; Дмитриевой: хозяйств — 4, жителей: 6 м. п., 10 ж. п., всего 16 чел.

По земской переписи 1895 года:

  
ЗАГОЛОДНО — деревня, крестьяне бывшие Шаховской: хозяйств  — 32, жителей: 78 м. п., 77 ж. п., всего 155 чел.; крестьяне бывшие Дмитриевой: хозяйств  — 3, жителей: 3 м. п., 5 ж. п., всего 8 чел.; Собственники: хозяйств  — 7, жителей: 21 м. п., 23 ж. п., всего 44 чел.

В конце XIX — начале XX века деревня административно относилась к 1-му земскому участку 3-го стана Соминской волостиУстюженского уезда Новгородской губернии.
«Список населённых мест Новгородской губернии» описывал деревню так:

ЗАГОЛОДНО — деревня Заголодненского сельского общества при озере Заголодненском, число дворов — 46, число домов — 49, число жителей: 113 м. п., 125 ж. п.;
 Часовня. Три мелочных лавки. Смежна с усадьбой Дмитриевское.
  
ЗАГОЛОДНО — деревня мещан собственников при озере Заголодненском, число дворов — 8, число домов — 9, число жителей: 29 м. п., 24 ж. п.;
 Смежна с усадьбой Дмитриевское. (1910 год)

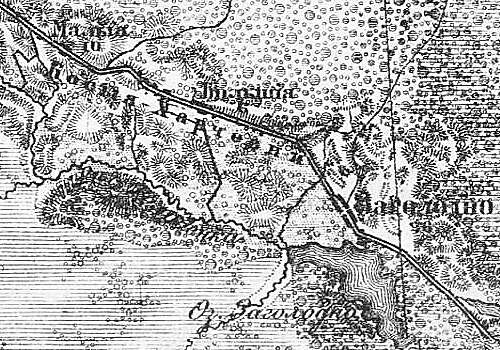
Деревня Заголодно на карте 1917 года

Согласно военно-топографической карте Новгородской губернии издания 1917 года деревня Заголодно состояла из 56 крестьянских дворов. Она находилась на северном берегу озера Заголодно, через которое протекала река Голоденка. Река вытекала из Голоденского озера.
С 1917 по 1918 год деревня входила в состав Тарантаевской волости Тихвинского уезда Новгородской губернии. 
С 1918 года в составе Череповецкой губернии.
С 1924 года в составе Соминской волости Устюженского уезда.
С 1927 года в составе Заголодненского сельсовета Ефимовского района.
Согласно карте Ленинградской области Северо-западного аэрогеодезического треста ГГУ издания 1932 года деревня насчитывала 33 крестьянских двора. К западу от деревни на реке Хвоенка находилась мукомольная водяная мельница.
По данным 1933 года деревня Заголодно входила в состав Заголодненского сельсовета Ефимовского района с административным центром в деревне Косые Харчевни. 
По данным 1936 года в состав Заголодненского сельсовета входили 4 населённых пункта, 235 хозяйств и 3 колхоза, административным центром была деревня Заголодно.
В 1940 году население деревни составляло 360 человек. Во время Великой Отечественной войны многие жители деревни погибли на фронте.
С 1960 года в составе Ефимовского сельсовета.
С 1965 года в составе Бокситогорского района. В 1965 году население деревни составляло 194 человека.
По данным 1966, 1973 и 1990 годов деревня Заголодно входила в состав Ефимовского сельсовета Бокситогорского района.
В 1997 году в деревне Заголодно Ефимовской волости проживали 79 человек, в 2002 году — 72 человека (русские — 99 %).
В 2007 году в деревне Заголодно Ефимовского ГП проживали 58 человек, в 2010 году — 46, в 2015 году — 39, в 2016 году — также 39 человек.

## География
Деревня расположена в центральной части района на автодороге А114 (Вологда — Новая Ладога) в месте примыкания к ней автодороги 41К-032 (Заголодно — Сидорово — Радогощь).
Расстояние до административного центра поселения — 6 км.
Расстояние до ближайшей железнодорожной станции Ефимовская — 6 км.
Деревня находится на левом берегу рек Заголодёнка и Хвоенка. На южной окраине деревни расположено Заголоденское озеро.

## Демография
| 1997 | 2002 | 2007 | 2010 | 2017 |
| ---- | ---- | ---- | ---- | ---- |
| 79   | ↘72  | ↘58  | ↘46  | ↘37  |

### Национальный состав
Согласно данным Всероссийской переписи населения 2021 года в деревне проживали 40 человек, из них:
 русские — 31, таджики — 3, армяне — 1, литовцы — 1, другие национальности — 4 человека.

## Достопримечательности
- Часовня Успения Пресвятой Богородицы, 1800 года постройки, деревянная, действующая. Приписана к храму св. пророка Илии в посёлке Ефимовский. Памятник регионального значения[25].
- Памятник погибшим односельчанам, открыт в 2005 году к 60-летию Победы.

## Фото

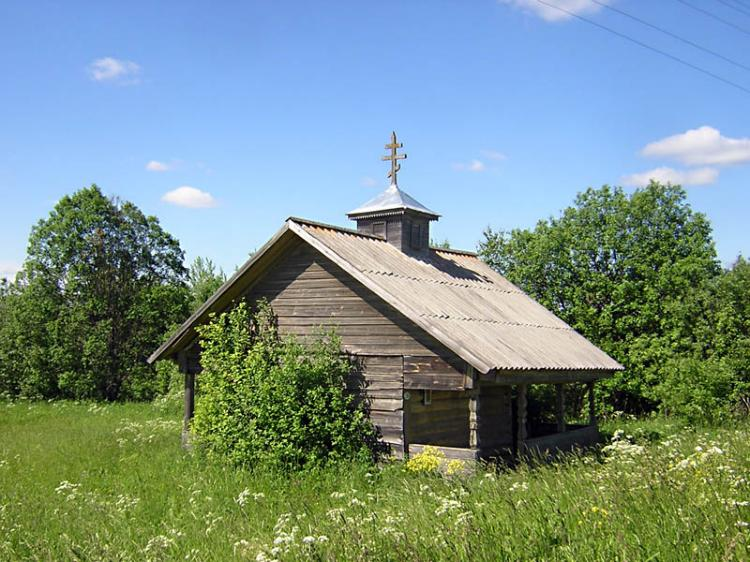
Часовня Успения Божьей Матери в Заголодно
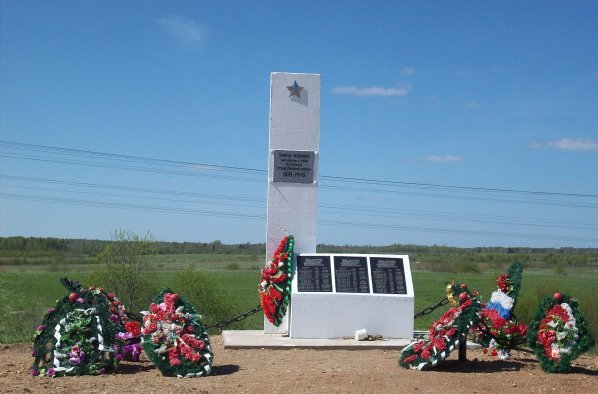
Памятник сельчанам, погибшим на фронтах Великой Отечественной войны